# Марек Сівець
Ма́рек Ма́цей Сі́вець (пол. Marek Maciej Siwiec; нар. 13 березня 1955 р. в Пекарах-Шльонських, Польща) — польський політик, колишній керівник Бюро національної безпеки Польщі, з 2004 р. депутат Європейського Парламенту, де очолює делегацію Комітету парламентської співпраці ЄС — Україна.

## Біографічна довідка
За освітою — фізик і журналіст.
Від 1977 року — член Польської об'єднаної робітничої партії.
1989 року був членом-засновником партії «Соціал-демократія Польської Республіки» і першим головним редактором партійної газети Trybuna.
1991—1997 — депутат сейму.
1993—1996 — член Національної ради телебачення та радіомовлення.
1996—1997 — державний секретар у Канцелярії президента Польської Республіки.
1997—2005 — керівник Бюро національної безпеки.
Після чергового дипломатичного конфлікту України з Росією у серпні 2009 році, пан Сівець розцінив заяви президента Медведєва у зверненні до президента Ющенка як втручання в українські вибори: "Це початок російського втручання у процес виборів в Україні, " — «заявив пан Сівець, додавши, що мову імперської політики добре розпізнають в Європі.».

## Виноски
1. ↑  Заява Марека Сівця у новинах Української служби Бі-Бі-Сі. Архів оригіналу за 16 серпня 2009. Процитовано 12 серпня 2009.